# Muzeum Wsi Orawskiej

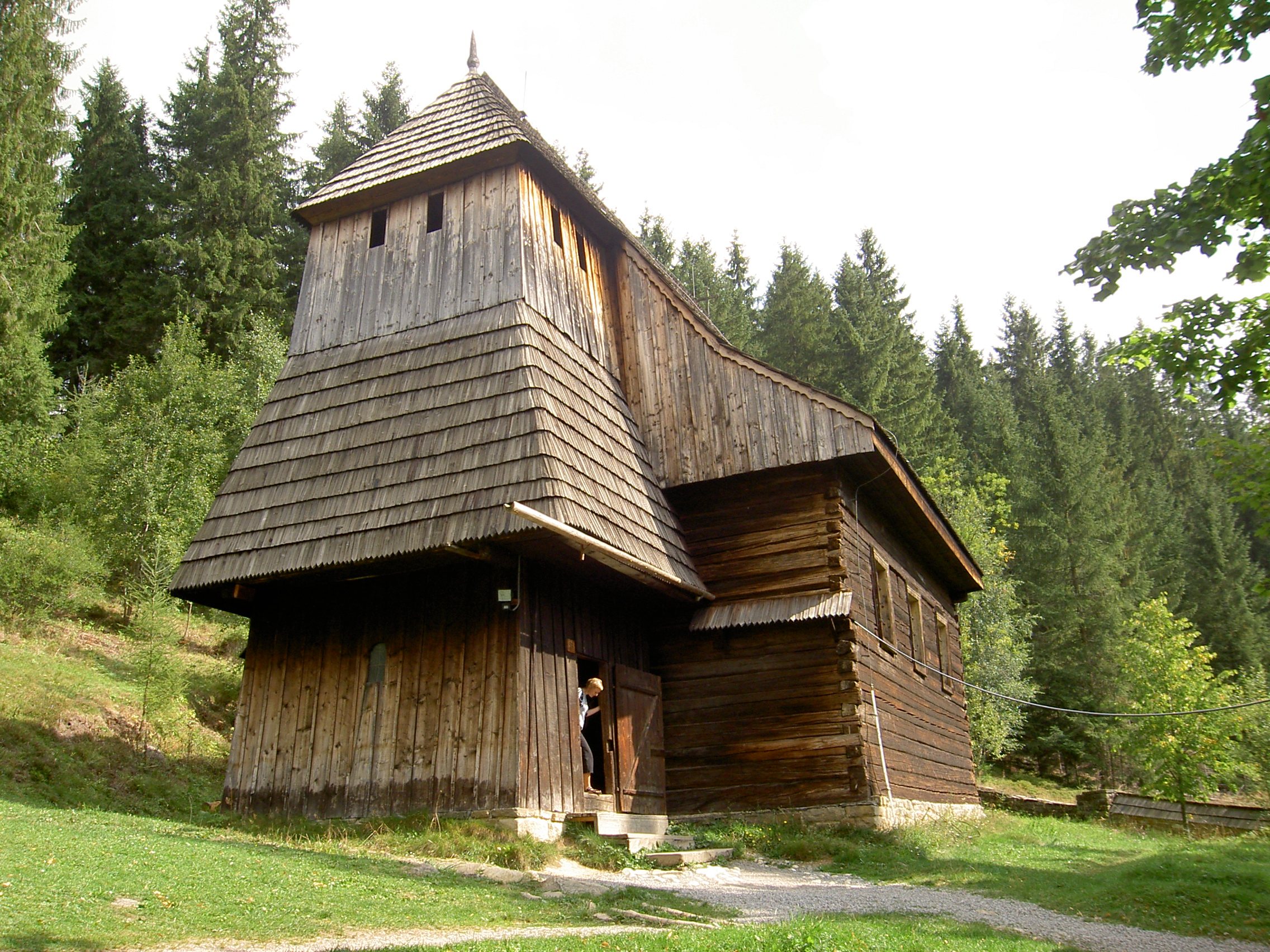
Drewniany kościół św. Elżbiety z Zábreža

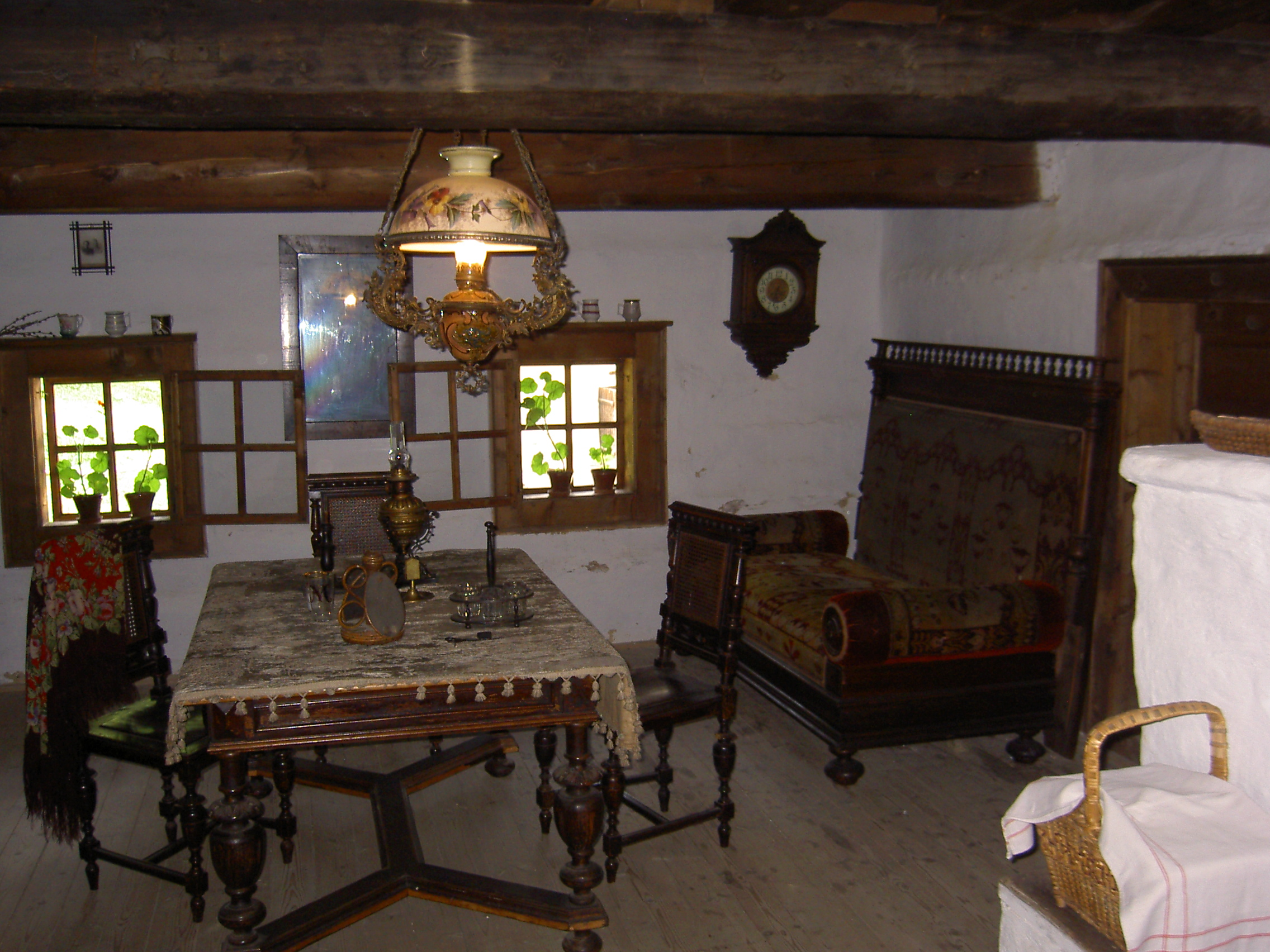
Wnętrze izby mieszkalnej

Muzeum Wsi Orawskiej (słow. Múzeum oravskej dediny) – muzeum i skansen usytuowane na Polanie Brestowej, około 3 km na wschód od Zuberca, przy drodze do Zwierówki, u wylotu Doliny Zuberskiej. Utworzony został w celu zaprezentowania szerokiego przeglądu historycznego budownictwa z rejonu Orawy. Obiekty mieszkalne, gospodarcze, sakralne itd. przedstawione są wraz z ich kompletnym wyposażeniem i usytuowane w naturalnym środowisku pól, łąk, pastwisk czy przydomowych ogrodów.

## Historia
Kamień węgielny skansenu położono 24 września 1967 r. Muzeum zajmuje obszar 20 ha. W pierwszym okresie budowy do zwiedzania udostępniono 21 obiektów, w tym 6 kompletnych gospodarstw z różnych rejonów Orawy. Docelowo zaplanowano umieszczenie w skansenie 56 obiektów. Ostatecznie usytuowano w nim kilkadziesiąt obiektów architektonicznych, w tym zrębowe chałupy, ziemiańskie dworki, zabudowania gospodarcze, budowle sakralne i szereg obiektów drobnej architektury (studnia, ule itp.).

## Charakterystyka
Skansen dzieli się na kilka części, z których trzy główne to przykład dolnoorawskiej zabudowy wiejskiej z placem rynkowym, zamagurska ulica z typową zabudową szeregową oraz zespół góralskich gospodarstw typu polaniarskiego. W najwyższym punkcie skansenu usytuowano symboliczny cmentarz wiejski z oryginalnymi krzyżami i nagrobkami z różnych wsi oraz późnogotycki drewniany kościół pod wezwaniem św. Elżbiety, przeniesiony z osady Zábrež (dziś Oravská Poruba). Nad przepływającym przez skansen potokiem Zimna Woda Orawska położone są warsztaty rzemieślnicze takie jak młyn, tartak czy folusz, poruszane kołami wodnymi, do napędu których zbudowano  zbudowano młynówkę zasilaną wodami potoku.
Wszystkie znajdujące się w skansenie budynki pierwotnie rozsiane były po całej Orawie. Większość z nich została zakupiona, rozmontowana, przewieziona do skansenu i po konserwacji ponownie zmontowana. Niektóre są wiernymi rekonstrukcjami.
Muzeum działa całorocznie, organizując, zależnie od sezonu, szereg wydarzeń edukacyjnych, folklorystycznych itp.

## Szlaki turystyczne
– pieszy czerwony: Zuberzec – Polana Brestowa – Zwierówka. Czas przejścia: z Zuberca do muzeum 55 min, od muzeum do Zwierówki 1:15 h, ↓ 1:05 h
 – rowerowy: Zuberzec – Polana Brestowa – Zwierówka